# Carlos Feriche
Carlos Feriche Neddermann (Barcelona, Barcelona, 1959) es un entrenador español de hockey patines. 
De niño cursó sus estudios en los Escolapios de Sarriá, en Barcelona, donde de niño se incorporó al equipo de hockey patines disputando los torneos escolares de la ciudad en una época en el que el hockey patines era un deporte moderadamente extendido en toda Cataluña. Llegado a la edad juvenil y senior mantuvo su actividad deportiva en el Club Escolapios Sarriá donde disputó la liga de la Federación Catalana jugando en diversas categorías, donde consiguió al menos un ascenso de categoría.
Mediada su carrera como deportista en activo, y antes de cumplir los 30 años se retiró de su papel de jugador para dedicarse a la labor de entrenador, donde su recorrido acabaría siendo muy dilatado. Carlos ya no volvería a vestirse de corto en el futuro.
Su primer gran éxito llegó en la Copa del Rey de España, donde contra todo pronóstico y como entrenador del Club Patí Vic consiguió el título en el año 1999, consiguiendo derrotar en el torneo a los equipos a priori favoritos y todopoderosos como el FC Barcelona en cuartos de final -que partía como favorito-, al Reus Deportiu en semifinales, y al Igualada Hoquei Club en una final muy disputada que finalizó con empate a 5 el tiempo reglamentario, se mantuvo el empate en la prórroga con 6 a 6 en el marcador, y llegados a los penaltis se consiguió el ansiado título. En el momento fue considerado un título sorprendente y un gran éxito para el club.
Posteriormente se integró en el organigrama técnico de la Federación Española de Patinaje, donde ejerció como entrenador del equipo español femenino y, posteriormente, del equipo español masculino donde marcó una época que ya se considera la época dorada del hockey patines español, con un palmarés difícil de repetir.
Como seleccionador del equipo femenino de hockey sobre patines de España, fue campeón del mundo en el año 2000 y tres veces subcampeón de Europa.
Fue nombrado seleccionador de la Selección de hockey patines masculino de España en el año 2005, cargo que ostentó hasta diciembre de 2013 en el que renunció por agotamiento tras gozar del período ganador más largo de la historia de las competiciones internacionales de este deporte. Consiguió 5 veces el Campeonato del Mundo y 4 veces el campeonato de Europa, período en el que resultó invicto durante los 53 partidos que dirigió.

## Palmarés selección masculina
- 5 Campeonatos del Mundo "A"   (2005, 2007, 2009, 2011, 2013)
- 4 Campeonatos de Europa (2006, 2008, 2010, 2012)

## Palmarés selección femenina
- 1 Campeonatos del Mundo "A"   (2000)
- 3 veces  subcampeón de Europa (1999, 2001, 2003)